# 不孤單
《不孤單》為臺灣歌手王傑的第三十五張個人專輯，也是第二十四張國語專輯，由英皇娛樂及艾迴音樂發行，在2004年2月18日上市。

## 專輯簡介
專輯由王傑擔任製作人，選曲則交給公司決定，整張專輯有八成是在澳洲錄音製作，在2003年3月發行的新歌加經典重唱銷情理想，於是公司主打中國大陸、台灣市場，並計畫舉辦簽唱會，台灣選在台北西門町舉辦，也是王傑在台灣出道十七年來首度舉行簽唱活動；在廣州的簽名會則是在500人的場地湧進1000多人索取簽名，鄭州的簽唱會更是湧進三萬多人，致使活動無法繼續而取消。由王傑作曲的其中一首主打歌《靈魂有罪》沒有收錄在內地的引進版。

## 曲目
| 曲序 | 曲名                  | 曲       | 詞            | 編曲         | 附註 |
| 01   | 愛無言                | 賈立怡   | 何啟弘        | 何國杰       | |
| 02   | 不孤單                | 陳志聰   | 陳志聰        | 蘇德華       | |
| 03   | 靈魂有罪              | 王傑     | 陳樂融        | 何國杰       | 八大電視台韓劇《黃色手帕》片尾曲 |
| 04   | 你們                  | 彭海桐   | 何啟弘        | 何國杰       | |
| 05   | 舊行李                | 謝銘佑   | 謝銘佑        | 何國杰       | |
| 06   | 真空                  | 黃錦利   | 郭小宏        | 何國杰       | |
| 07   | 傷心的眼角            | 莊立帆   | 葛大為        | 何國杰       | |
| 08   | 浪子2004              | 王傑     | 王傑          | 何國杰       | 改編其1991年《忘記你不如忘記自己》中的歌曲「浪子」 |
| 09   | 一封信                | 德永英明 | 王傑          | Billy Chan   | 原收錄於2002年的粵語專輯《愛與夢》 |
| 10   | 我是真的愛上你        | 湯小康   | 湯小康 劉傑勝 | Dave Pickell | 原收錄於2002年的粵語專輯《愛與夢》 |
| 11   | 其實早知道            | 張宏光   | 尤小剛        |              | 電視劇《皇太子秘史》主題曲，與戴嬌倩合唱 |
| 12   | Am I Still Your Lover | 王傑     | Belinda Foo   | Ricky Ho     | 英文歌 |
| 13   | 寂寞                  |          |               |              | piano solo，由王傑彈奏 根據1991年的青春快遞，此曲創作於1990年的聖誕夜。“去年的聖誕夜，王傑獨自一人彈琴作曲，寂寞的心情一湧而出，一首鋼琴獨奏《寂寞》就此孕育而成！「我聽到有小狗的吠聲、雨聲，便會視為作曲裏的元素。於是我立刻把一切記錄下來。原來寂寞是創作的動力，說真的，我們就算處於逆境，不快樂的時候，一定要告訴自己站起來，站起來！」 |

## 唱片版本
- 錄音帶版
- CD版

## 獎項
- 2004年江蘇音樂台頒獎禮

- 「十大金曲獎」：【不孤單】 （页面存档备份，存于）

- 2004年江蘇音樂台頒獎禮

- 「最佳創作男歌手」

- 2004年新城國語力頒獎禮

- 「國語力歌曲」：【不孤單】

## 音樂錄影帶
- 愛無言 （页面存档备份，存于）
- 不孤單 （页面存档备份，存于）（張鈞甯主演）
- 你們 （页面存档备份，存于）
- 靈魂有罪 （页面存档备份，存于）
- 我是真的愛上你 （页面存档备份，存于）（剪輯2004年台灣通告及簽唱會片段）

## 外部連結
- 王傑《不孤單》電視特輯 （页面存档备份，存于）
- 王傑《不孤單》台灣東風衛視專訪 （页面存档备份，存于）
- 王傑《不孤單》中國Channel V 松下面對面 （页面存档备份，存于）